# 1651 en santé et médecine
| Années de la santé et de la médecine : 1648 - 1649 - 1650 - 1651 - 1652 - 1653 - 1654    |
| Décennies de la santé et de la médecine : 1620 - 1630 - 1640 - 1650 - 1660 - 1670 - 1680 |

Cet article présente les faits marquants de l'année 1651 en santé et médecine.

## Événements

### France
- Les mauvaises récoltes provoquent la famine, des troubles et une importante mortalité[1].

## Publications

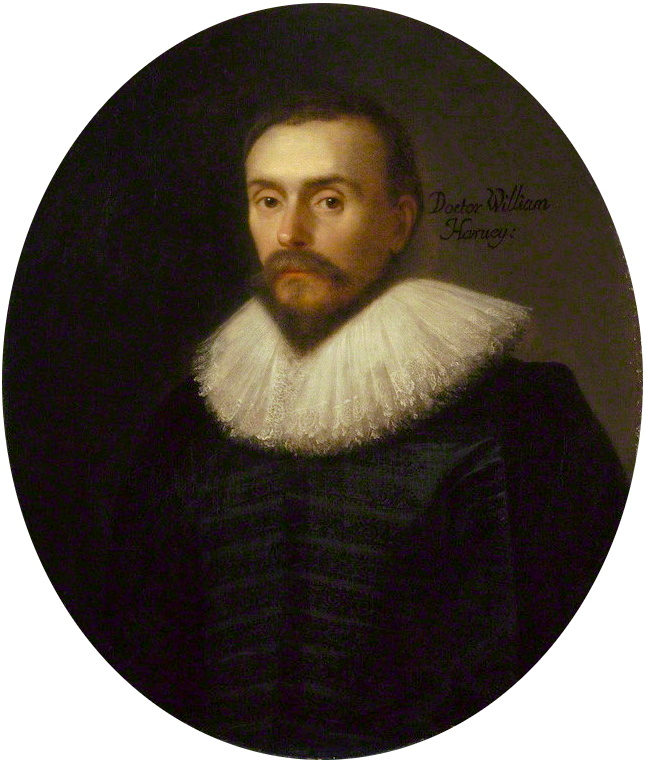
William Harvey

- Jean Pecquet (1622-1674) publie Experimenta nova Anatomica qui inclut ses découvertes sur le système lymphatique[2].
- William Harvey (1578-1657) fait éditer Exercitationes de generatione animalium: Quibus accedunt quaedam de partu: de membranis ac humoribus uteri: & de conceptione. Il y décrit la formation des organes lors du développement de l'embryon[3].
- Nicholas Culpeper (1616-1654) publie son traité Semiotica uranica or, An Astrological Judgement of Diseases from the Decumbiture of the Sick[4].

## Naissances
- 20 janvier : Edward Tyson (mort en 1708), médecin et anatomiste britannique[5].
- 16 septembre : Engelbert Kaempfer (mort en 1716), médecin et voyageur allemand[6].

## Décès
- Septembre : Arthur Dee (né en 1579), médecin et alchimiste anglais, frère aîné de John Dee.